# بني حواء
بني حواء إحدى بلديات ولاية الشلف عاصمة لـ دائرة بني حواء.